# أحداث المقطم
أحداث المقطم وقعت يوم 22 مارس 2013 أمام المقر العام لجماعة الإخوان المسلمين بمنطقة المقطم نتجة اشتباكات بين متظاهرين وأفراد من جماعة الإخوان المسلمين. قد دعي إلي تظاهرات أمام مكتب الجماعة بالمقطم فيما عرف بجمعة رد الكرامة، للتنديد بالاعتداءات علي الصحفيين والنشطاء 

## الأحداث
اشتباكات وقعت يوم 22 مارس 2013 أمام المقر العام لجماعة الإخوان المسلمين بمنطقة المقطم في القاهرة، نتيجة تظاهرات دعت إليها بعض القوى السياسية والثورية تحت شعار "رد الكرامة"، للتنديد بالاعتداءات على الصحفيين والنشطاء من قبل أفراد من الجماعة. أسفرت الأحداث عن سقوط عشرات الجرحى والمصابين من كلا الطرفين، ووقوع حالات اختطاف وتعذيب لبعض المتظاهرين، وإلقاء القبض على عدد من أعضاء جماعة الإخوان المسلمين بتهمة التحريض على العنف والقتل. أثارت الأحداث ردود فعل مختلفة من الأحزاب والشخصيات والمؤسسات السياسية والحكومية، حيث أدان بعضها استخدام العنف من قبل جماعة الإخوان المسلمين ضد المتظاهرين، وطالب بفتح تحقيق شفاف في ملابسات الأحداث، وبعضها دعا إلى التضامن مع حزب الحرية والعدالة باعتباره ضحية للهجوم على مقره، وبعضها دعا إلى حوار بين جميع الأطراف لإنهاء حالة الانقسام في المجتمع.

## ردود الفعل

### الأحزاب
- حزب مصر القوية

أدان حزب مصر القوية الذي يترئسه الدكتور عبد المنعم أبو الفتوح أحداث العنف في المقطم، وأكد الحزب في بيان أصدره فجر السبت أن تلك الوقائع لا تستحق إلا الإدانة من كل مصري أياً كان فاعلها وأياً كانت أسبابها.وطالب الحزب في بيانه السلطة الحاكمة بتغيير سياساتها وبتطبيق عدالة انتقالية ناجزة، وفتح تحقيق شفاف مستقل في كل جرائم الفترة الماضية.
- حزب النور

دعت الدعوة السلفية وحزبها النور جميع الأحزاب الإسلامية وغير الإسلامية إلى التضامن مع حزب الحرية والعدالة في هذه القضية باعتبارها تهديدًا للحياة السياسية. ودعا حزب النور إلى حوار بين جميع الأحزاب بما فيهم حزب الحرية والعدالة قائلين:

### الحكومة
أدان السفير علاء الحديدى المتحدث الرسمى باسم مجلس الوزراء، أعمال العنف التي شهدتها بعض المناطق في مصر، وأكد التزام الحكومة بأداء واجبها في حماية المواطنين والمنشآت ممن يحاولون التعدى عليها بقصد جر البلاد إلى دائرة من العنف والعنف المضاد، بما يؤدى إلى إفشال عملية الانتقال الديمقراطى التي نسعى جميعاً إلى استكمالها بإجراء الانتخابات البرلمانية.

### شخصيات عامة
- عمرو موسي

علق عمرو موسى - رئيس حزب المؤتمر المصري وعضو جبهة الإنقاذ قائلا:
وأضاف موسى في بيان له اليوم السبت شاهدنا بالأمس مرة أخرى اقتتال المصريين واستباحة دمائهم في صراع سياسي سخيف، هذه مقدمة لانهيار الدولة معبرًا عن إدانته للعنف والتصعيد، وتشجيع البعض على الصدام بما في ذلك الاعتداء على مقار الأحزاب وجمعية الإخوان المسلمين".
- كمال الهلباوى
- أستنكر القيادى السابق بجماعة الإخوان المسلمين كمال الهلباوي أحداث المقطم وذكر[9]

نقابة المحامين
- استنكرت نقابة المحامين أحداث العنف والاشتباكات وقال نقيب المحامين سامح عاشور، في تصريح خاص لـجريدة اليوم السابع، «إن استخدام العنف أمر مؤسف ومرفوض من جميع الأطراف، ولا يقبله أحد، وليس من وسائل التعبير عن الرأى والتظاهر، لكن بالقطع نجحت قوات الأمن أن تحمى مقر جماعة الإخوان المسلمين بالمقطم، ومنع دخول المتظاهرين إلى المنطقة المحيطة به، ولم تتصد قوات الأمن للاعتداءات والاشتباكات التى وقعت في الشوارع المحيطة بمقر مكتب الإرشاد، وكان بإمكان شباب الإخوان أن يظلوا موجودين أمام مقر الجماعة وألا يحتكوا بالمتظاهرين في المناطق المجاورة.»

وقد حمل نقيب المحامين الشرطة مسئولية أحداث العنف ووقوع إصابات خلال أحداث المقطم، وقال إنه لو كان هناك حالات اختطاف لشباب المتظاهرين كما تردد فتلك هي مسئولية الأمن.